# هومبيرتو كوستا
هومبيرتو كوستا (بالبرتغالية: Humberto Costa‏) هو طبيب وسياسي برازيلي، ولد في 7 يوليو 1957 بكامبيناس في البرازيل. حزبياً، نشط في حزب العمال البرازيلي. انتخب عضو مجلس الشيوخ من البرازيل عن دائرة بيرنامبوكو ‏ وقد انضم خلال فترته النيابية ‏ للكتلة البرلمانية حزب العمال البرازيلي وانتخب عضو مجلس النواب البرازيلي ‏.